# ماندانا دهقان
ماندانا دهقان منشادی معروف به ماندانا دهقان (زادهٔ ۷ اسفند ۱۳۶۹ در کرج) دوچرخه سوار اهل ایران است. 
او در اکتبر ۲۰۱۷ با قراردادی که با تیم اماراتی الاصیل بست به اولین زن لژیونر دوچرخه سوار ایرانی تبدیل شد. وی همچنین در دسامبر ۲۰۱۸ با پیوستن به تیم بین‌المللی مکس واترزلی به اولین زن محجبه دوچرخه سوار ایران و آسیایی تبدیل شد که در یک تیم اروپایی رکاب می‌زند. قرارداد وی با این تیم هلندی از ماه مارس سال ۲۰۱۹ تا پایان سال ۲۰۱۹ است.